# Pterygotrigla pauli
Pterygotrigla pauli és una espècie de peix pertanyent a la família dels tríglids.

## Hàbitat
És un peix marí i batidemersal.

## Distribució geogràfica
Es troba al Pacífic sud-occidental: Nova Zelanda.

## Costums
És bentònic.

## Observacions
És inofensiu per als humans.